# Wonju
Wonju  (pronunție în coreeană [wʌn.dʑu]) este cel mai populat oraș din provincia Gangwon, Coreea de Sud. Orașul este situat la aproximativ 140 de kilometri est de Seul. Wonju a fost locul a trei bătălii cruciale din timpul Războiului din Coreea (prima și a doua bătălie au avut loc în perioada 31 decembrie 1950 – 20 ianuarie 1951, a treia bătălie a avut loc la 13–18 februarie 1951).

## Diviziuni administrative
Orașul Wonju este împărțit în 1 eup (oraș), 8 myeon (localități) și 16 dong (cartiere).
| Nume                | Hangul      | Hanja         | Populația | Suprafață (km2) |
| ------------------- | ----------- | ------------- | --------- | --------------- |
| Munmak-eup          | 문막읍      | 文 幕 邑      | 19.452    | 104,34          |
| Socho-myeon         | 소초면      | 所 草 面      | 9,517     | 103.08          |
| Hojeo-myeon         | 호저면      | 好 楮 面      | 4.440     | 76,97           |
| Jijeong-myeon       | 지정면      | 地 正面       | 3.013     | 89,70           |
| Buron-myeon         | 부론면      | 富 論 面      | 2.481     | 82,67           |
| Gwirea-myeon        | 귀래면      | 貴 來 面      | 2.052     | 76,55           |
| Heungeop-myeon      | 흥업면      | 興業 面       | 8.482     | 59,59           |
| Panbu-myeon         | 판부면      | 板 富 面      | 6.677     | 67,72           |
| Sillim-myeon        | 신림면      | 神 林 面      | 3.880     | 127,41          |
| Jungang-dong        | 중앙동      | 中央 洞       | 3.430     | 1,90            |
| Wonin-dong          | 원인 동     | 園 仁 洞      | 7.002     | 0,48            |
| Gaeun-dong          | 개운동      | 開 運 洞      | 14.963    | 1,05            |
| Myeongnyun il-dong  | 명륜 1 동   | 明倫 洞       | 11,379    | 0,92            |
| Myeongnyun i-dong   | 명륜 2 동   | 明倫 洞       | 19.187    | 0,94            |
| Dangu-dong          | 단구동      | 丹 邱 洞      | 48.570    | 3,91            |
| Ilsan-dong          | 일산동      | 一 山洞       | 8.950     | 0,80            |
| Hakseong-dong       | 학성동      | 鶴城 洞       | 6.195     | 0,73            |
| Dangye-dong         | 단계동      | 丹溪 洞       | 24.654    | 4.16            |
| Usan-dong           | 우산동      | 牛 山洞       | 11.668    | 7.40            |
| Taejang il-dong     | 태장 1 동   | 台 壯 洞      | 11,212    | 3.04            |
| Taejang i-dong      | 태장 2 동   | 台 壯 洞      | 26.646    | 8,94            |
| Bongsan-dong        | 봉산동      | 鳳 山洞       | 10.822    | 7.26            |
| Haenggu-dong        | 행구동      | 杏 邱 洞      | 8,093     | 13.44           |
| Musil-dong          | 무실동      | 茂 實 洞      | 28,112    | 8.59            |
| BangokGwanseol-dong | 반곡 관설동 | 盤 谷 觀 雪洞 | 20.321    | 21.00           |
| Total               |             |               | 332.849   | 872,56          |

## Transport
- Stația de autobuze Wonju [5]
- Stația feroviară Manjong

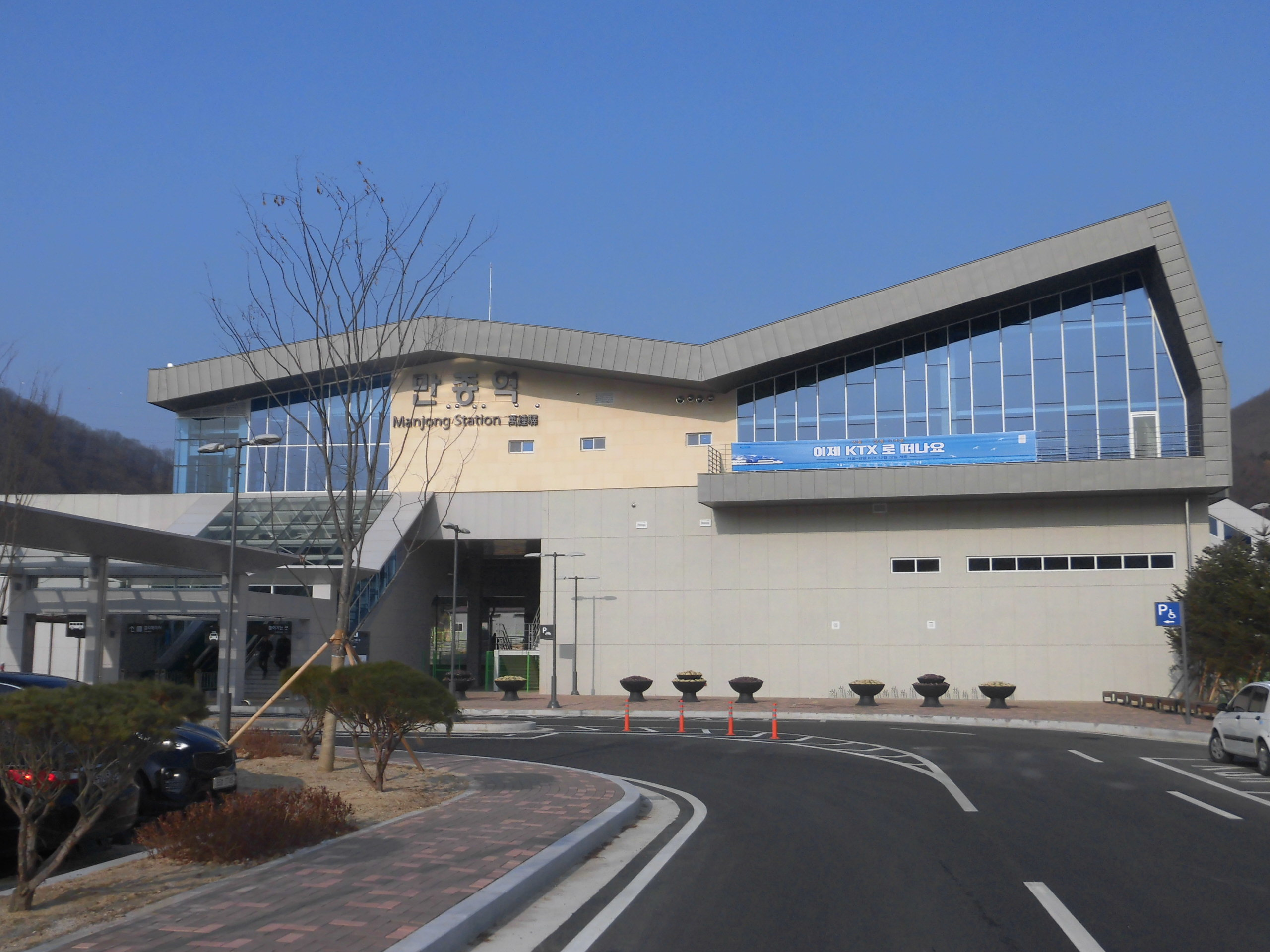
Stația Manjong în 2017

Stația Manjong este o stație de cale ferată din Hojeo-myeon, Wonju. Ea deservește Linia Gyeonggang și Linia Jungang (Centrală). Stația a fost deschisă la 1 septembrie 1942.
- Stația feroviară Wonju
- Aeroportul Wonju

În 2011, 70.943 de pasageri au folosit aeroportul, care este în principal pentru uz militar.

## Educație
- Universitatea Națională Gangneung-Wonju [10]
- Colegiul Sangji Youngseo [11]
- Universitatea Halla[12]

Universitatea Halla este o universitate privată coreeană creată în 1995.
- Universitatea Sangji[13]

Universitatea Sangji este o universitate privată coreeană creată în 1955. Aici se află șapte colegii și șase școli postuniversitare. Principalele sale domenii de studiu sunt medicina orientală (una dintre cele doar 11 din țară) și turismul. Fundația Sangji gestionează, de asemenea, colegiul Sangji Yeongseo și liceele gimnaziale pentru fete. Absolvenți notabili: Chun Jung-myung, Kang Full, Kim Hee-chul (Super Junior), Kim Jung-Joo, Yumi Heo.
- Universitatea Yonsei[14] [15]

Universitatea Yonsei este o universitate privată de cercetare, una dintre cele trei universități SKY din Coreea, un grup de universități considerate pe scară largă ca fiind cele mai prestigioase din țară.
În Wonju se află și o școală internațională: școala primară chineză Wonju (原州華僑小學校, 원주화교소학교).

## Cultură și festivaluri

### Muzee
- Muzeul Mureung
- Muzeul de la Universitatea Yonsei din Wonju
- Museum yetchaek towns
- Muzeul orașului Wonju
- Muzeul popular Chiak
- Myeongjusa Chiaksan și Muzeul Gravurii
- Parcul de literatură Toji
- Centrul Cultural Toji
- Muzeul Hanji
- Muzeul Artelor

## Climat
Clima din Wonju este de vară caldă cu o climă continentală umedă cu influență musonică (Köppen: Dwa)
| Date climatice pentru Wonju (1981–2010, extremes 1971–present)               | Date climatice pentru Wonju (1981–2010, extremes 1971–present) | Date climatice pentru Wonju (1981–2010, extremes 1971–present) | Date climatice pentru Wonju (1981–2010, extremes 1971–present) | Date climatice pentru Wonju (1981–2010, extremes 1971–present) | Date climatice pentru Wonju (1981–2010, extremes 1971–present) | Date climatice pentru Wonju (1981–2010, extremes 1971–present) | Date climatice pentru Wonju (1981–2010, extremes 1971–present) | Date climatice pentru Wonju (1981–2010, extremes 1971–present) | Date climatice pentru Wonju (1981–2010, extremes 1971–present) | Date climatice pentru Wonju (1981–2010, extremes 1971–present) | Date climatice pentru Wonju (1981–2010, extremes 1971–present) | Date climatice pentru Wonju (1981–2010, extremes 1971–present) | Date climatice pentru Wonju (1981–2010, extremes 1971–present) |
| Luna                                                                         | Ian                                                            | Feb                                                            | Mar                                                            | Apr                                                            | Mai                                                            | Iun                                                            | Iul                                                            | Aug                                                            | Sep                                                            | Oct                                                            | Nov                                                            | Dec                                                            | Anual                                                          |
| ---------------------------------------------------------------------------- | -------------------------------------------------------------- | -------------------------------------------------------------- | -------------------------------------------------------------- | -------------------------------------------------------------- | -------------------------------------------------------------- | -------------------------------------------------------------- | -------------------------------------------------------------- | -------------------------------------------------------------- | -------------------------------------------------------------- | -------------------------------------------------------------- | -------------------------------------------------------------- | -------------------------------------------------------------- | -------------------------------------------------------------- |
| Maxima medie °C (°F)                                                         | 1.7 (35,1)                                                     | 5.0 (41)                                                       | 11.1 (52)                                                      | 19.0 (66,2)                                                    | 23.9 (75)                                                      | 27.6 (81,7)                                                    | 29.3 (84,7)                                                    | 30.0 (86)                                                      | 25.7 (78,3)                                                    | 19.8 (67,6)                                                    | 11.5 (52,7)                                                    | 4.4 (39,9)                                                     | 17,4 (63,3)                                                    |
| Media zilnică °C (°F)                                                        | −4.3 (24,3)                                                    | −1.2 (29,8)                                                    | 4.7 (40,5)                                                     | 11.8 (53,2)                                                    | 17.3 (63,1)                                                    | 21.8 (71,2)                                                    | 24.6 (76,3)                                                    | 24.8 (76,6)                                                    | 19.5 (67,1)                                                    | 12.6 (54,7)                                                    | 5.2 (41,4)                                                     | −1.4 (29,5)                                                    | 11,3 (52,3)                                                    |
| Minima medie °C (°F)                                                         | −9.5 (14,9)                                                    | −6.6 (20,1)                                                    | −1.1 (30)                                                      | 4.8 (40,6)                                                     | 11.1 (52)                                                      | 16.5 (61,7)                                                    | 20.8 (69,4)                                                    | 20.9 (69,6)                                                    | 14.7 (58,5)                                                    | 6.9 (44,4)                                                     | 0.0 (32)                                                       | −6.2 (20,8)                                                    | 6,0 (42,8)                                                     |
| Minima istorică °C (°F)                                                      | −27.6 (−17.7)                                                  | −23.7 (−10.7)                                                  | −13.8 (7,2)                                                    | −6.7 (19,9)                                                    | 0.9 (33,6)                                                     | 5.5 (41,9)                                                     | 11.5 (52,7)                                                    | 9.8 (49,6)                                                     | 2.0 (35,6)                                                     | −6.9 (19,6)                                                    | −15.1 (4,8)                                                    | −26.8 (−16.2)                                                  | −27,6 (−17,7)                                                  |
| Precipitații mm (inches)                                                     | 22.0 (0.866)                                                   | 26.3 (1.035)                                                   | 51.6 (2.031)                                                   | 66.7 (2.626)                                                   | 93.5 (3.681)                                                   | 140.1 (5.516)                                                  | 362.2 (14.26)                                                  | 290.1 (11.421)                                                 | 173.4 (6.827)                                                  | 50.1 (1.972)                                                   | 43.5 (1.713)                                                   | 24.1 (0.949)                                                   | 1.343,6 (52,898)                                               |
| Umiditate [%]                                                                | 66.9                                                           | 64.2                                                           | 61.6                                                           | 58.4                                                           | 64.1                                                           | 70.3                                                           | 78.5                                                           | 78.1                                                           | 76.0                                                           | 73.2                                                           | 70.9                                                           | 69.2                                                           | 69,3                                                           |
| Nr. de zile cu precipitații (≥ 0.1 mm)                                       | 7.4                                                            | 7.0                                                            | 9.2                                                            | 8.1                                                            | 8.9                                                            | 10.4                                                           | 16.6                                                           | 14.8                                                           | 9.0                                                            | 6.1                                                            | 8.1                                                            | 8.0                                                            | 113,6                                                          |
| Nr. mediu de zile cu ninsoare                                                | 8.2                                                            | 6.6                                                            | 3.9                                                            | 0.2                                                            | 0.0                                                            | 0.0                                                            | 0.0                                                            | 0.0                                                            | 0.0                                                            | 0.1                                                            | 2.0                                                            | 6.2                                                            | 27,1                                                           |
| Ore însorite                                                                 | 162.4                                                          | 165.1                                                          | 189.3                                                          | 213.0                                                          | 221.0                                                          | 194.1                                                          | 146.8                                                          | 169.4                                                          | 174.7                                                          | 186.9                                                          | 149.0                                                          | 153.0                                                          | 2.124,6                                                        |
| Sursă: Korea Meteorological Administration (percent sunshine and snowy days) |                                                                |                                                                |                                                                |                                                                |                                                                |                                                                |                                                                |                                                                |                                                                |                                                                |                                                                |                                                                |                                                                |

## Sport
Wonju este orașul de origine al echipei Wonju DB Promy, care joacă în Liga Coreeană de Baschet. Arena lor de acasă este Wonju Gymnasium, care se află în Myeongnyun il-dong, Wonju. Echipa a câștigat Campionatul de trei ori (2002–03, 2004–05 și 2007–08).

## Divertisment
S-a construit un parc feroviar pe șinele feroviare care leagă stațiile Pandae și Ganhyeon, în total 6,5 kilometri (4,0 mi). Călătoria totală este de aproximativ 40 de minute, oferind o vedere pitorească a munților din jur.

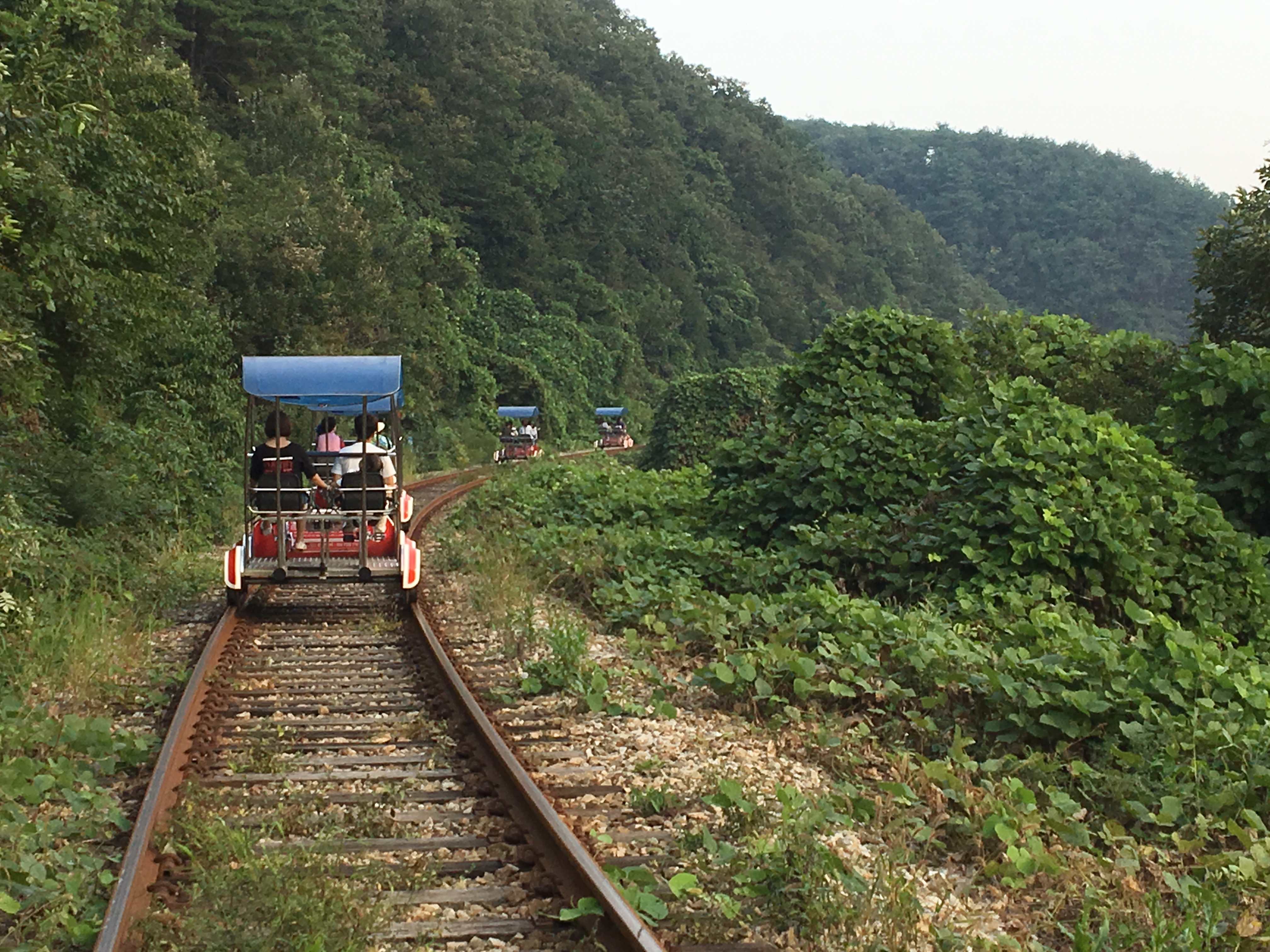
Wonju rail

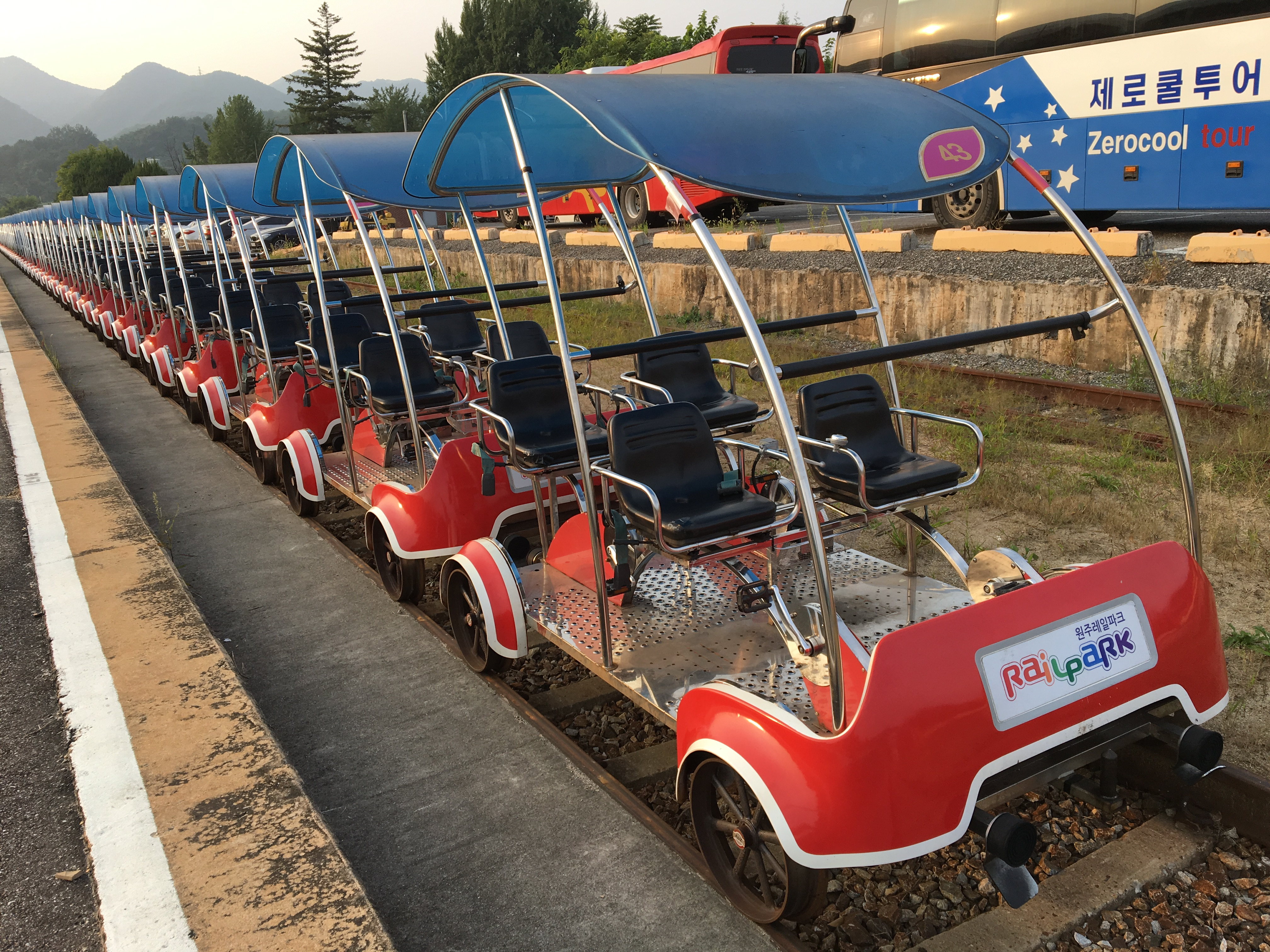
Parcul feroviar Wonju

## Orașe înfrățite
- Roanoke, Virginia, Statele Unite
- Edmonton, Alberta, Canada
- Yantai, Shandong, China
- Hefei, Anhui, China
- Ichikawa, Chiba, Japonia
- Belfast, Irlanda de Nord

## Oameni notabili
- Kwon In-sook (Hangul: 권인숙), savantă feministă sud-coreeană, activistă și fostă organizatoare a muncii
- Kim Seon-dong (Hangul: 김선동), politician sud-coreean și secretar general al Partidului Viitorului Unit (UFP)
- Jee Yong-ju (Hangul: 지용주), boxer amator sud-coreean
- Kim Jae-woong (Hangul: 김재웅), mijlocaș  sud-coreean
- Yoon Jin-hee (Hangul: 윤진희), halterofil sud-coreean
- Heechul (nume real: Kim Hee-chul, Hangul: 김희철), cantautor, dansator, model, actor, vorbitor, MC și K-pop idol, membru al grupului K-pop Super Junior, membru al subgrupului Super Junior-T
- Sojung (nume real: Lee So-jung, Hangul: 이소정), cântăreață, dansatoare, model și idol K-pop, membră a grupului de fete K-pop Ladies' Code
- Joo Won Ahn (Hangul: 안주 원), dansator de balet sud-coreean
- Ahn Young-mi (Hangul: 안영미), comediantă sud-coreeană și membră a grupului de fete K-pop Celeb Five
- Choi Kyu-hah (Hangul: 최규하), politician sud-coreean și fost președinte al Coreei de Sud
- Han Dong-jin (Hangul: 한동진), fotbalist sud-coreean (Jeju United FC, K League 2)

### Citații
1. ↑  EB (1878), p. 390.
2. ↑  Appleman, Roy (1989), Disaster in Korea: The Chinese Confront MacArthur, 11, College Station, TX: Texas A and M University Military History Series, ISBN 978-1-60344-128-5
3. ↑  Chae, Han Kook; Chung, Suk Kyun; Yang, Yong Cho (2001),  Yang, Hee Wan; Lim, Won Hyok; Sims, Thomas Lee; Sims, Laura Marie; Kim, Chong Gu; Millett, Allan R., ed., The Korean War, Volume II, Lincoln, NE: University of Nebraska Press, ISBN 978-0-8032-7795-3
4. ↑  인구는 2012년 3월 31일 기준, 면적은 2011년 통계연보 기준  Populația la 31 martie 2012, Recensământul statistic din 2011
5. ↑  „Welcome to Wonju City”. archive.vn. 24 noiembrie 2016.
6. ↑  Yoon Min-sik (17 noiembrie 2017). „New high-speed train service brings PyeongChang closer to Seoul”. Korea Herald. Accesat în 1 ianuarie 2018.
7. ↑  „Winter Olympic KTX line inaugurated”. Railway Gazette. 26 decembrie 2017. Arhivat din original la 1 ianuarie 2018. Accesat în 1 ianuarie 2018.
8. ↑  조선총독부관보 고시 제106호, 1940년 2월 12일. Anunț nr. 106 al ministrului guvernatorului general al Coreei, 12 februarie 1940
9. ↑  „South Korea Traffic Statistics”. airport.kr.com.
10. ↑  www.gwnu.ac.kr http://www.gwnu.ac.kr/. Lipsește sau este vid: |title= (ajutor)
11. ↑  „Archived copy”. Arhivat din original la 19 mai 2012. Accesat în 15 decembrie 2009.
12. ↑  „한라대학교 인트로”. www.halla.ac.kr.
13. ↑  „상지대학교”. www.sangji.ac.kr.
14. ↑  eic.yonsei.ac.kr https://web.archive.org/web/20140630031902/http://eic.yonsei.ac.kr/contents/main.htm. Arhivat din original la 30 iunie 2014. Lipsește sau este vid: |title= (ajutor)
15. ↑  „YONSEI University”. yonsei.ac.kr.
16. ↑  „International School Information”. www.isi.go.kr.
17. ↑  „Wonju climate: Average Temperature, weather by month, Wonju weather averages - Climate-Data.org”. en.climate-data.org.
18. ↑  
평년값자료(1981–2010), 원주(114) (în Korean). Korea Meteorological Administration. Accesat în 9 decembrie 2016.
19. ↑  
기후자료 극값(최대값) 전체년도 일최고기온 (℃) 최고순위, 원주(114) (în Korean). Korea Meteorological Administration. Accesat în 9 decembrie 2016.
20. ↑  
기후자료 극값(최대값) 전체년도 일최저기온 (℃) 최고순위, 원주(114) (în Korean). Korea Meteorological Administration. Accesat în 9 decembrie 2016.
21. ↑  
„Climatological Normals of Korea” (PDF). Korea Meteorological Administration. 2011. p. 499 and 649. Arhivat din original (PDF) la 7 decembrie 2016. Accesat în 9 decembrie 2016.
22. ↑  Wonju Dongbu Promy Basketball team, Wonju Dongbu Promy Basketball team (5 mai 2016). „Wonju Dongbu Promy Basketball team”. Arhivat din original la 1 martie 2022.
23. ↑  Nuri. „Rail Bike”. www.visitkorea.com.my. Arhivat din original la 13 septembrie 2017. Accesat în 13 septembrie 2017.